# Diadegma laterale
Diadegma laterale là một loài tò vò trong họ Ichneumonidae.